# ال جوالا
ال جوالا  (به انگلیسی: Äl Jawala) در عربی به معنای « مسافران» ، «مهاجران» یا «مردم کوچ کننده» است.	
ال جوالا یک گروه پنج نفری از فرایبورگ با سبکی بین سول بالکان و رقص با ساز کوبه ای است.

## تاریخچه
گروه ال جوالا کار خود را در سال ۲۰۰۰ در غالب یک گروه پنج نفره (بدون باس)آغاز کرد.در سال ۲۰۰۵ با در کنسرت پاپ-بالکان با دی جی شنتل در بوکوینا کلاب (Bucovina Club)و در سال ۲۰۰۷ در کنسرت No Smoking Orchestra امیر کوستوریتسا را همراهی کردند.

گروه ال جوالا تعداد بیشماری کنسرت خیابانی در فستیوال های مختلفی در اروپای مرکزی و شرقی (آلمان، فرانسه، سوییس، اتریش تا بلغارستان ) داشتند برای مثال از سال ۲۰۰۵ تا ۲۰۰۶ در Stufstockfestival در شهر Vama Veche در رومانی شرکت داشتند.

ال جوالا برنده جایزه ی فرهنگ شهر امندینگن و جایزه ی موسیقی جهانی فستیوال کریوله از نگاه هیئت ژوری شدند.

## آلبوم‌ها
- (۲۰۰۵) urbanâtya
- (۲۰۰۴) BalkanBigBeatz
- (۲۰۰۵) Live At Jazzhaus Freiburg
- (۲۰۰۸) Lost In Manele
- (۲۰۰۹) Asphalt Pirate Radio
- (۲۰۱۱) The Asphalt Pirate Remixes